# Jun Negami
Jun Negami (根上淳?; Tokyo, 20 settembre 1923 – Shinjuku, 24 ottobre 2005) è stato un attore giapponese.

## Filmografia
- Mōjū tsukai no shōjo (猛獣使いの少女), regia di Kōzō Saeki (1952)
- Shichinin no ani imōto, regia di Kōzō Saeki (1955)
- La casa da tè alla luna d'agosto (The Teahouse of the August Moon), regia di Daniel Mann (1956)
- Chûshingura (忠臣蔵), regia di Kunio Watanabe (1958)
- Mishima - Una vita in quattro capitoli (Mishima: A Life in Four Chapters), regia di Paul Schrader (1985)